# FKヤストレバツ・ニシュ
フドバルスキ・クルブ・ヤストレバツ・ニシュ（セルビア語: Фудбалски клуб Јастребац Ниш, セルビア・クロアチア語: Fudbalski klub Jastrebac Niš）は、セルビアのニシュをホームタウンとしていたサッカークラブである。

## 歴代所属選手
- イヴィツァ・クラリ 1993-1994